# .uk
.ukはイギリスの国別コードトップレベルドメイン (ccTLD)。インターネットでドメイン名として使用されている。.ukのukとは、イギリスを英語で示すときに使われる"ユナイテッド・キングダム(United Kingdom)"の略。
イギリスをISO 3166-1で表すとUKではなくGB（Great Britainの略）であるため.gbも割り当てられているが、.ukの方が圧倒的に多く使われている。

## 概要
.ukは1985年にジョン・ポステルによってccTLDとして施行された。
1990年代のインターネットの急速な成長や、WWWの到来によって.ukのドメイン取得の要望が多くなり、これらの要望に対する対応が大変だった。そのため、自動の「オートマトン」と呼ばれる自動対応装置を導入し.ukはさらに急成長した。

## 属性型(組織種別型)
- ac.uk-高等教育と研究施設(アカデミック)
- co.uk-コマーシャル/一般
- gov.uk-中央政府と地方政府
- ltd. uk-非公開有限責任会社
- me.uk-個人
- mod.uk-イギリス国防省とHM Forcesの公共サイト
- net.uk-ISPとネットワーク会社
- nic.uk-ネットワーク使用専用
- nhs.uk-国民健康保険団体
- org.uk-非営利の機構
- plc.uk-公開有限責任会社
- police.uk-警察・保安関連
- sch.uk-教育関連